# 北辛盖亚县
北辛盖亚县是冰岛的一个旧县，位于东北区。区域内有赫伦哈布纳角(Hraunhafnartangi)，是冰岛的最北点。